# Parole parole
Parole parole est une chanson en duo composée par Gianni Ferrio et écrite par Leo Chiosso et Giancarlo Del Re. La chanson a été initialement interprétée par Mina et Alberto Lupo, et ce fut un succès en 1972. L'année suivante, Dalida et Alain Delon ont enregistré la chanson en français sous le titre Paroles… Paroles…

## Versions
Après que Mina a sorti la chanson en 1972, la même année, plusieurs reprises espagnoles et portugaises sont apparues qui n'ont pas eu de succès. 
Enregistrée en italien (sauf mentions contraires) par :
- Mina et Alberto Lupo
- Adriano Celentano avec Mina et Alberto Lupo
- Lupita D'Alessio et Jorge Vargas (en espagnol :)
- Lucía Méndez et Salvador Rizo (en espagnol :)
- Dalida et Alain Delon (en français : Paroles...Paroles...)
- Dalida et Ginie Galland (en français : Paroles... Paroles...)
- Dalida et Friedrich Schütter (en allemand : Worte, nur Worte)
- Dalida et Harald Juhnke (en allemand : Worte, nur Worte)
- Nicole & Hugo (en néerlandais : Die woorden, die woorden)
- Céline Dion et Alain Delon (en français : Paroles... Paroles...)
- Jane Lithon et John Lithon (en français et italien : Parole... Parole...)
- Hermanos Calatrava (en espagnol :)
- Kid Abelha [2]
- Vicky Leandros et Ben Becker (en allemand : Gerede Gerede)
- Liesbeth List et Ramses Shaffy (en néerlandais : Gebabbel)
- Zap Mama et Vincent Cassel (en français/portugais : Paroles... Paroles.../Palavras, palavras)
- Maysa Matarazzo et Raul Cortez (en portugais : Palavras, palavras)
- Akiko Nakamura et Toshiyuki Hosokawa (en japonais : Amai Sasayaki)
- Bianca Ortolano et Tony Conte
- Ajda Pekkan (en turc)
- Ajda Pekkan et Beyazıt Öztürk (en turc)
- Les Charlots (en français : Paroles, paroles, joli motard[3])
- Charlotte Julian et Jean-Pierre Coffe
- Amanda Lear et Titoff (en français) dans le cadre d'un programme de première partie de soirée de la chaîne M6 intitulé Reine Lear
- Willeke Alberti et Paul de Leeuw (en néerlandais : Gebabbel)
- Fabrizio Bosso (instrumental)
- Licia Fox et Tormy van Cool en 2014
- Luce et Mathieu Boogaerts en 2015 (en français)
- Sarah Hohn et Wehrlen en 2000 (en français)
- Stone et Charden
- Repris en partie par Soolking dans Dalida
- Isabelle Piana (speakerine RTL) et Stefy Gamboni en 2019 (duo Franco/Italien)
- French Latino en 2022
- -M- et Monica Bellucci en 2017(en français) sur un album d'Ibrahim Maalouf[4] en inversant les rôles ordinairement masculin et féminin de la chanson.